# Kapelle (Oberwitzenberg)

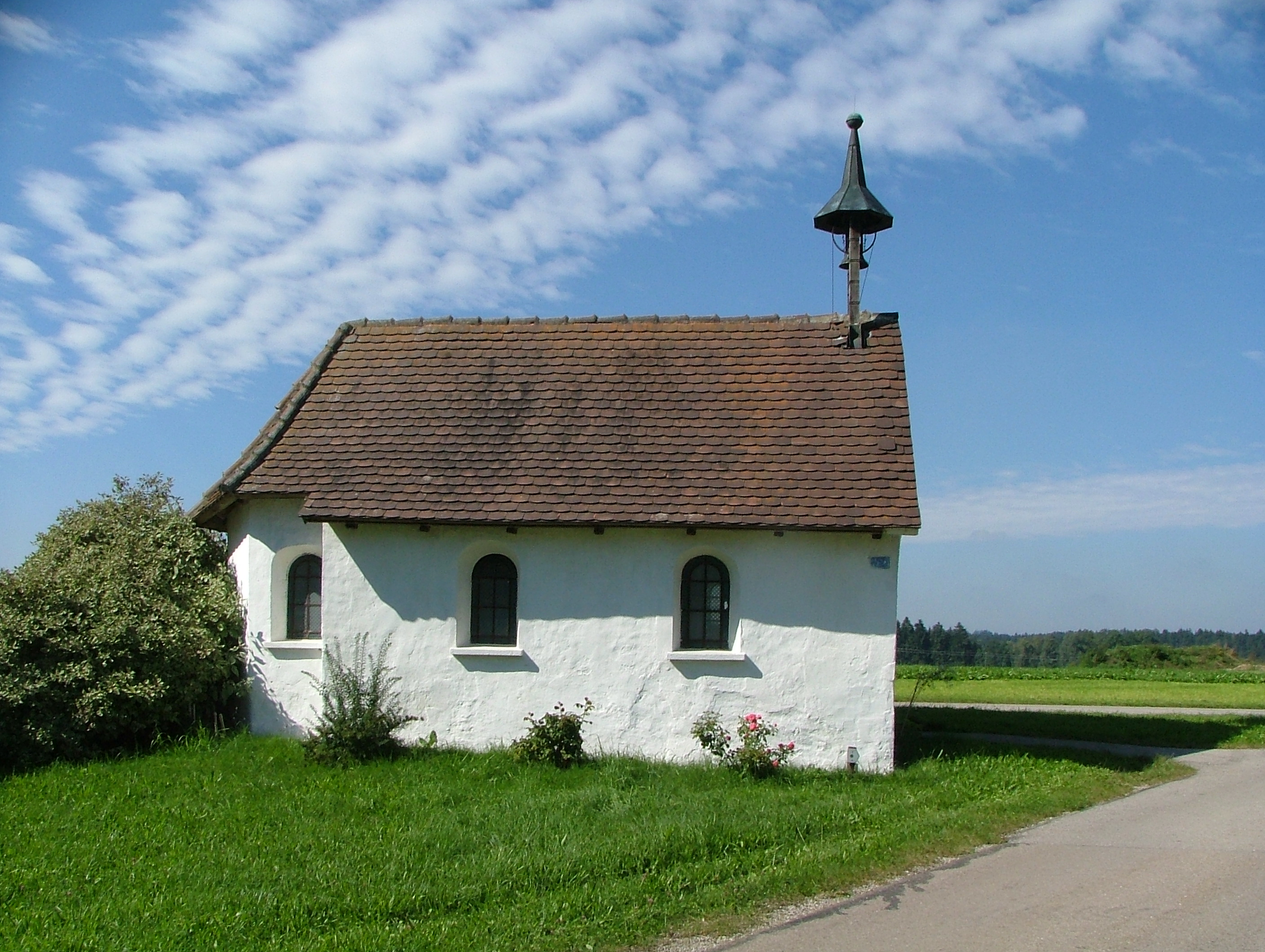
Kapelle in Oberwitzenberg

Die römisch-katholische Kapelle in Oberwitzenberg, einem Gemeindeteil von Legau im Landkreis Unterallgäu (Bayern), wurde im 17. oder 18. Jahrhundert errichtet. Die Kapelle steht unter Denkmalschutz.

## Baubeschreibung
Die Kapelle ist ein kleiner Rechteckbau mit eingezogenem dreiseitig geschlossenem Altarraum. Eine Flachtonne bildet die Decke des Langhauses mit zwei Fensterachsen. In die Kapelle führt ein schlichter Eingang. Im Chor wie auch im Langhaus sind jeweils rundbogige Fenster eingesetzt.

## Ausstattung
Der aus einem Holzaufbau bestehende marmorierte Altar wurde um 1720 geschaffen. Petrus von Alcantara ist auf dem handwerklichen Altarbild dargestellt. Dieses wird sowohl von Halb- wie auch von Freisäulen flankiert. Putten befinden sich oberhalb des verkröpften Gebälks. Eine Pieta aus der ersten Hälfte des 18. Jahrhunderts befindet sich auf der Mensa des Altares.
Der Kreuzweg mit 14 Stationen ist auf Blechtafeln gemalt. Daneben befinden sich weitere gefasste Holzfiguren in der Kapelle, so ein Hl. Sebastian aus dem Anfang des 16. Jahrhunderts, ein Hl. Johannes aus den Jahren 1520/1530 und die Figur der Schmerzhaften Muttergottes. Die Figur des hl. Johannes von Nepomuk stammt aus dem zweiten Viertel des 18. Jahrhunderts. Das kleine Kruzifix wurde vermutlich im frühen 18. Jahrhundert geschaffen.